# 金阳医院站
金陽醫院站是贵阳轨道交通2号线的地铁车站，位于中华人民共和国贵州省贵阳市观山湖区金阳南路道路下方，于2021年4月28日开通。

## 车站结构
金陽醫院站沿金陽南路呈南北向设置，为地下二层岛式站台车站，车站地下一层为站厅层，地下二层为站台层。
| 地面              | 出入口 | A、B、C、D出入口                                                                                              |
| 地下一层          | 站厅   | 客服中心、自动售票机、验票机                                                                                  |
| 地下二层          | 站台   | \| \| \| █ 2号线往白云北路（兴筑路） \| \| 島式 · 開左邊车门 \| \| \| \| \| \| █ 2号线往中兴路（金陽南路） \| |
|                   |        | █ 2号线往白云北路（兴筑路）                                                                                   |
| 島式 · 開左邊车门 |        | |
|                   |        | █ 2号线往中兴路（金陽南路）                                                                                   |

## 车站出口
金陽醫院站共有4个出入口，各出口及周围设施如下所示：
| 编号                | 出入口信息 | 照片 | 无障碍设施 |
| ------------------- | ---------- | ---- | ---------- |
| A · 出口 · （设有） |            |      |            |
| B · 出口            |            |      | 不適用     |
| C · 出口            |            |      | 不適用     |
| D · 出口 · （设有） |            |      |            |
| 图例： 设有         |            |      |            |

## 车站历史
本站建设时期工程名为水井坡站，开通前正式命名为金陽醫院站，站名来自车站附近的金陽醫院。
- 2016年5月20日，车站完成围护桩施工，进入主体结构施工。[2]
- 2018年1月18日，本车站至长岭路站的区间隧道双线贯通，其中右线隧道已于2017年12月9日贯通。[3]
- 2021年4月28日，车站随2号线工程通车开通[1]。